# Hutan Panjang
Hutan Panjang is een bestuurslaag in het regentschap Bengkalis van de provincie Riau, Indonesië. Hutan Panjang telt 2976 inwoners (volkstelling 2010).